# Línea 60 (Córdoba)
La Línea 60 es una línea de transporte urbano de pasajeros de la ciudad de Córdoba, Argentina. El servicio está actualmente operado por la empresa Coniferal.
Anteriormente el servicio de la línea 60 era denominada como C5 desde 2002 por la empresa Coniferal, hasta que el 1 de marzo de 2014, por la implementación del nuevo sistema de transporte público, la C se fusiona como 60 operada por la misma línea.

## Recorrido
Servicio diurno.
Ida: De La Hora antes de J. de Vedia- por J. de Vedia – Niceto Vega - Celestino Vidal - Capdevila - Altolaguirre - Av. Malvinas - Cruce FFCC Deportivo - Bulnes - Viamonte - Sarmiento - Humberto Primo - Gral. Paz - V. Sarsfield -  27 de abril - P. Los Andes - Pueyrredon -  Sol De Mayo  - Av. Fuerza Aérea -  (a la izquierda) Kingsley  - Alianza - Petirossi - Estocolmo (Rotonda) - Petirossi - Cruza FFCC -  a la derecha La Donosa - Cruza Puente Circunvalacion - La Donosa - Hasta Rotonda
Regreso: (INICIO VTA REDONDA) - La Donosa - Cabo Virgenes - Pública 18 - Izquierda po Pública I , 2 cuadras -  Izquierda Calle 3 hasta Rotonda (FIN VTA REDONDA) - Donosa - Cruza el Puente - Circunvalacion - Donosa - a la Izquierda Cruza FFCC - Petirossi - Rotonda Estocolmo - Petirossi - Av Fuerza Aérea - (izquierda) Hace Rotonda del Ala - Río Negro - Pueyrredon – Paso de los Andes - Domingo Funes - M. Moreno – Rodríguez Peña - Av. Colon - Av. Olmos - 24 de septiembre - Roma – Bulnes - Cruce FFCC Deportivo - Las Malvinas - Alsina - Capdevila - J. de Vedia- La Hora- ingreso al Predio.